# Boulevard Karl-Marx
Le boulevard Karl-Marx est une voie de communication d'Argenteuil dans le Val-d'Oise, en France.

## Situation et accès

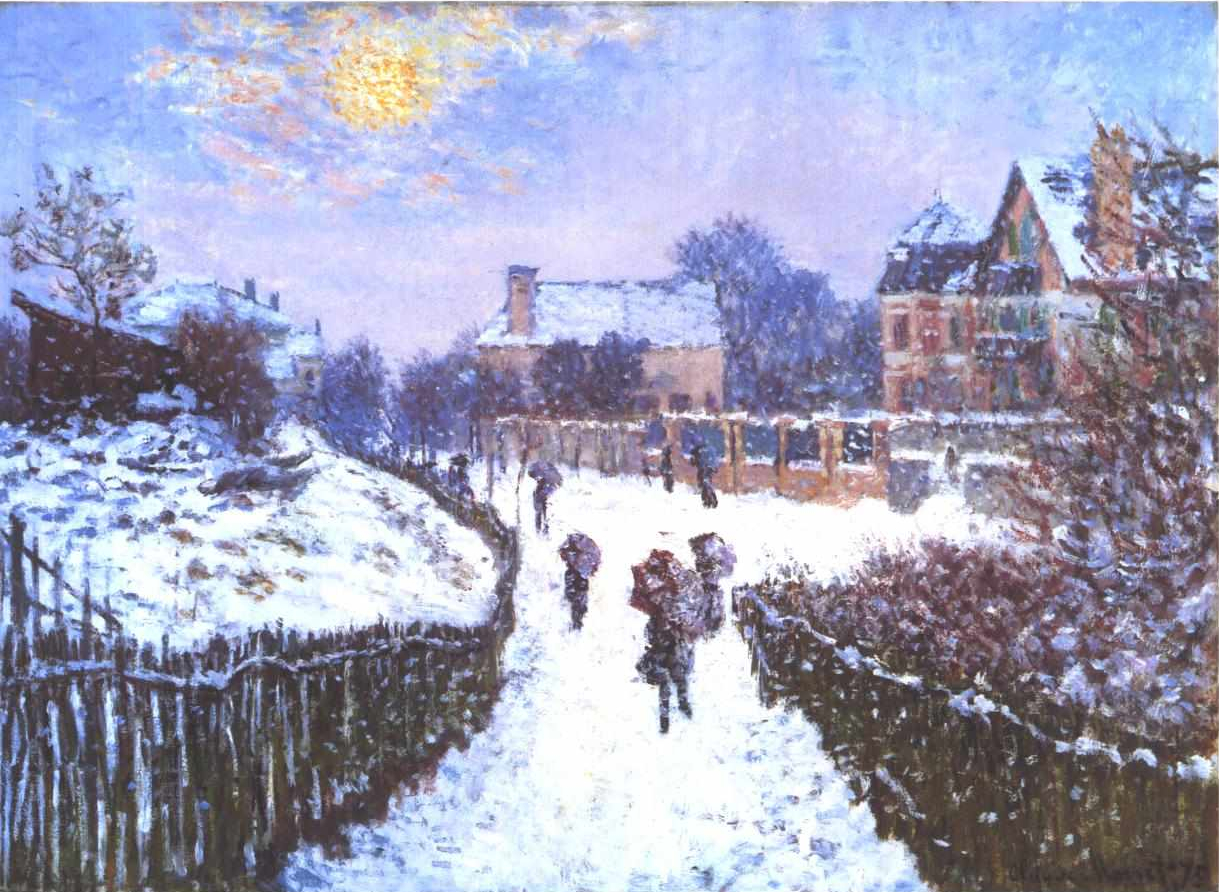
Boulevard Saint-Denis, Argenteuil, en hiver, Claude Monet, 1875.

Partant, au nord, de la place Pierre-Semard à sa rencontre avec la rue Paul-Vaillant-Couturier (anciennement rue d'Enghien dans sa partie orientale), il marque le début de l'avenue du Maréchal-Foch (anciennement avenue de la Gare), puis passe le croisement de la rue Pierre-Guienne et de la rue de la Voie-des-Bans, pour se terminer en impasse, au droit de la route départementale 311.
Il est desservi par la gare d'Argenteuil, inaugurée en 1851, et située au nord du boulevard.

## Origine du nom

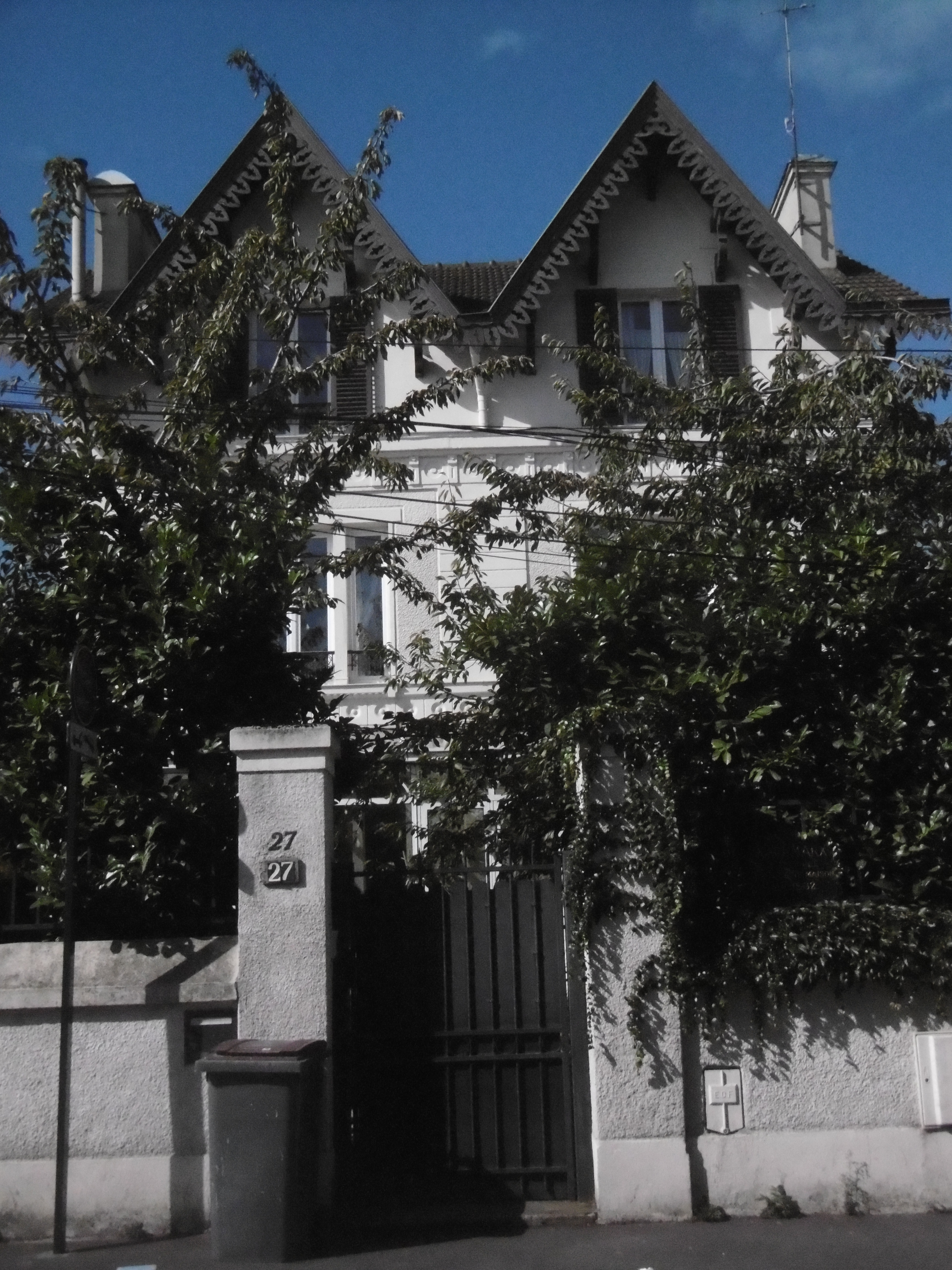
Maison où Karl Marx a séjourné en 1882 à Argenteuil.

Cette voie de communication porte historiquement le nom de la ville de Saint-Denis, dont l'abbaye rayonnait dans les environs. Elle fut au XIXe siècle renommée boulevard Thiers. Reflétant les évolutions du paysage politique, elle tient aujourd'hui son nom de Karl Marx, historien, socialiste et communiste allemand, théoricien de la révolution.
Longtemps fief du Parti communiste français, la ville entreprit au début des années 2000 de renommer les voies témoins de son ancienne identité ouvrière. Toutefois, et malgré les demandes de riverains, le boulevard conserva son nom.

## Historique

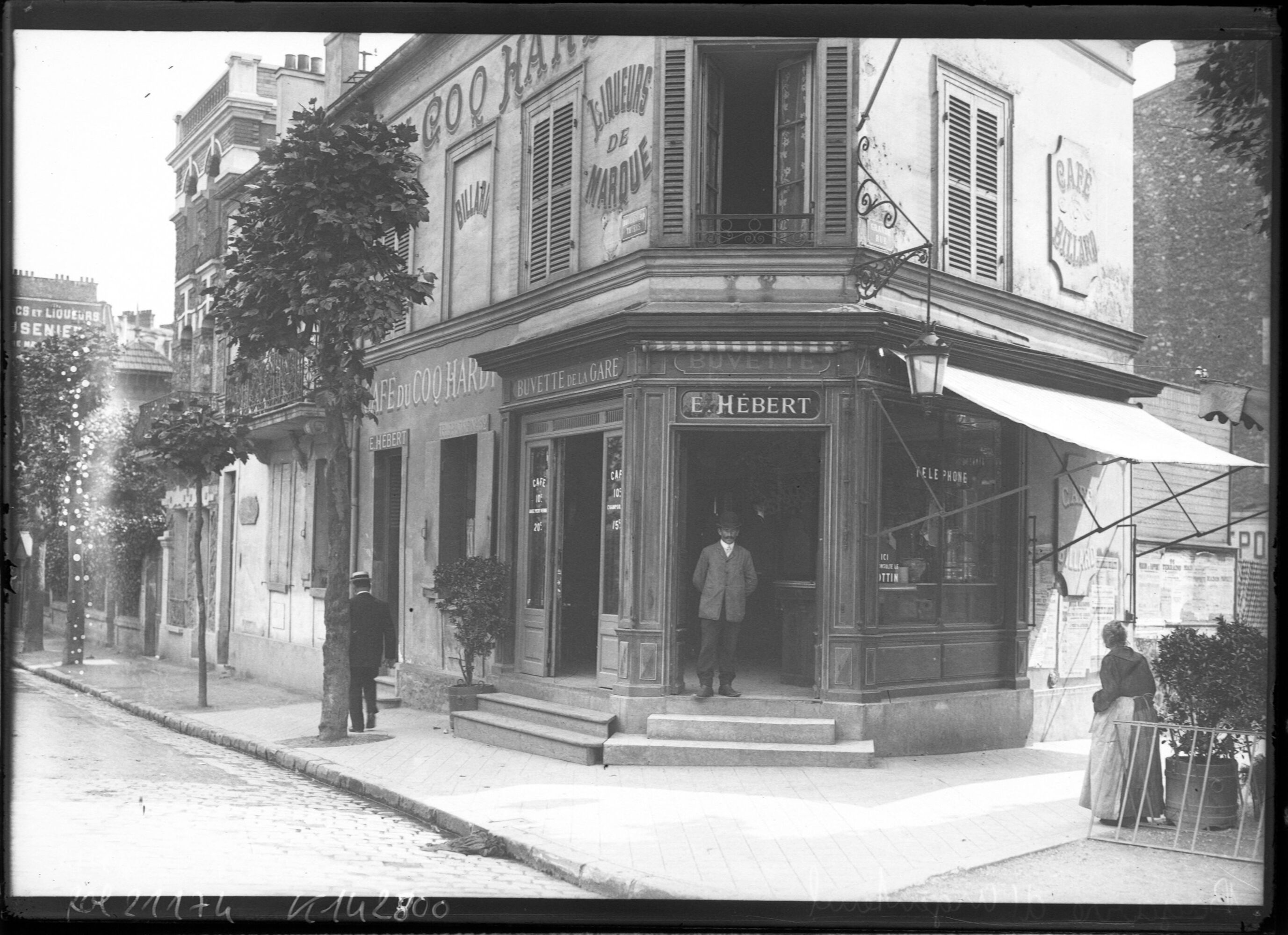
Bagarre d'Argenteuil : Buvette de la gare vers laquelle se produisit le double meurtre du 12 juin 1912. Agence Rol.

Ouverte dans les remparts, se trouvait la porte Saint-Denis, qui donnait sur la voie des Bans, empruntées par les ouvriers agricoles lors du ban des vendanges, autorisation de la récolte du raisin dans les vignobles d'Argenteuil. C'est en 1816 que Grégoire Collas, maire de la ville, prit la décision de combler les fossés et d'araser les remparts jusqu'à leurs fondations. Appelé boulevard Saint-Denis, il fut ensuite renommé boulevard Thiers.

## Bâtiments remarquables et lieux de mémoire

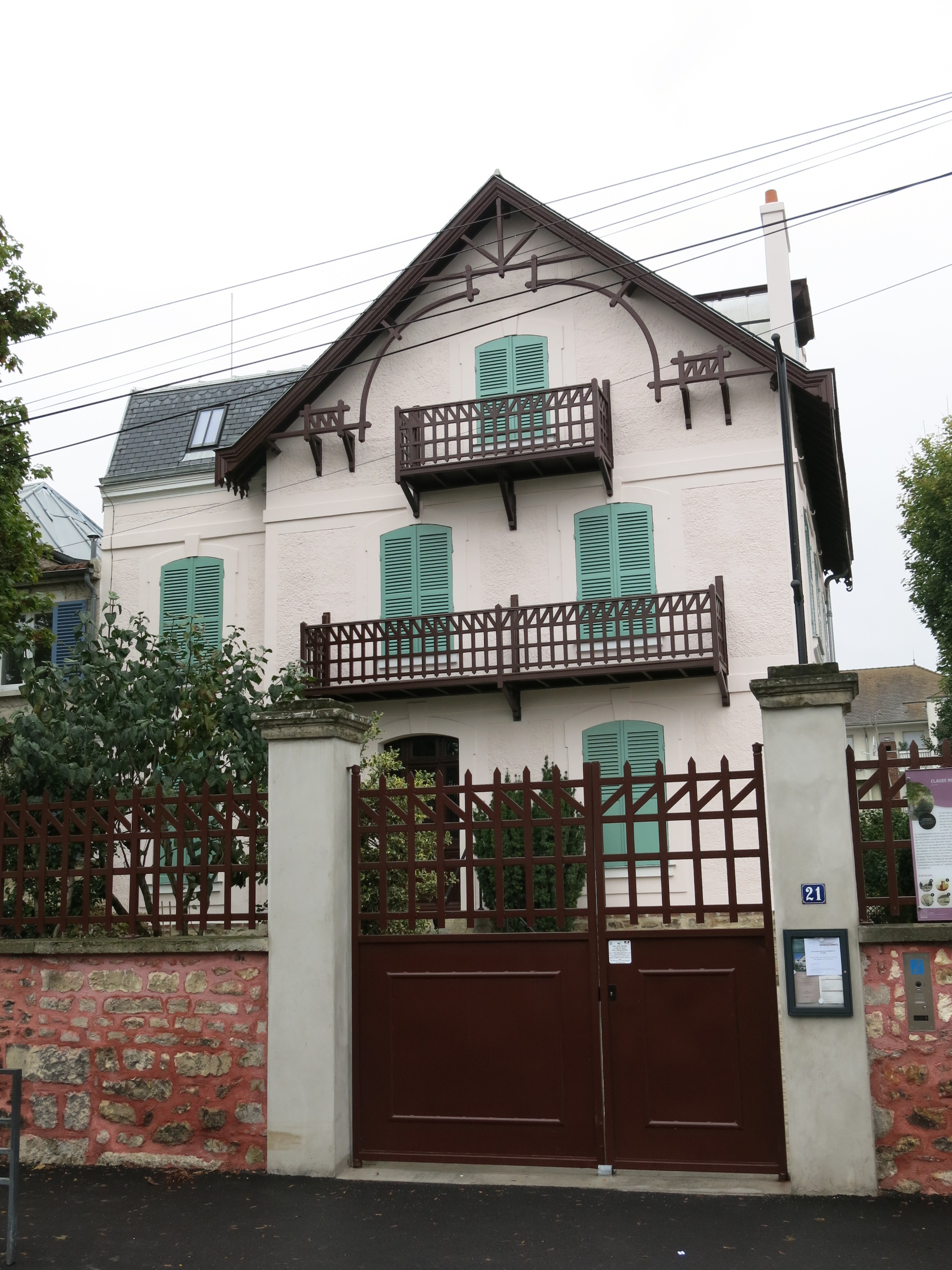
Maison impressionniste.

- En 1882, le philosophe Karl Marx séjourna à Argenteuil chez sa fille Jenny qui vécut au no 27 boulevard Saint-Denis[4] de 1881 à sa mort en 1883[5].
- En 2003, des scènes du film Ripoux 3 de Claude Zidi y ont été tournées, lorsque René (Philippe Noiret), suivi par Julien (Lorànt Deutsch), sort de la gare RER et se dirige vers le restaurant "Le Terminus", au no 35 où travaille sa fille  Maud (Laurence Boccolini)[6].
- Immeuble du même café Le Terminus à Argenteuil (Val-d'Oise), à l'angle de l'avenue du Maréchal-Foch, construit vers 1930, par l'architecte André Cordonnier (1885-1954). Les céramiques de la façade sont l'œuvre de Gentil et Bourdet.
- Vestiges d'une des tours des anciens remparts construits en 1549, dont le contour extérieur est emprunté par le boulevard dans sa partie sud. La résidence des Remparts en conserve le souvenir. La tourelle est visible sur un plan de 1610[7].
- Le peintre Claude Monet y habitait, au no 21[8],[9], anciennement au no 5 du boulevard Saint-Denis. Il l'a représentée pendant l'hiver 1875[10].
- Église évangélique d'Argenteuil, établie en 1983 à cette adresse[11].